# آلبندازول
آلبندازول (به انگلیسی: Albendazole)
رده درمانی: ضد انگل .
اشکال دارویی: قرص، شربت
مکانیسم اثر: دژنراسیون میکروتوبولهای سیتوپلاسم سلولهای انگل
موارد مصرف: کرم کدو، کیست هیداتید